# Гай Атілій Бульб
Гай Аті́лій Бульб (лат. Gaius / Caius Atilius Bulbus; ? — після 232 до н. е.) — політичний та військовий діяч Римської республіки, консул 245 та 234 до н. е.

## Життєпис
Походив з плебейського роду Атіліїв. Син Авла Атілія Бульба. Про молоді роки мало відомостей. 
У 245 році до н. е. його було обрано консулом разом із Марком Фабієм Бутеоном. На той час точилася Перша пунічна війна з Карфагеном. Атілій отримав як провінцію Сицилію. Втім у військових діях не здобув якихось успіхів.
У 235 році до н. е. його було вдруге обрано консулом, цього разу разом з Тітом Манлієм Торкватом. Того часу Рим не вів жодної війни проти ворогів. Тому вперше за багато років консули закрили ворота храму Януса.
У 234 році до н. е. обрано цензором разом із Авлом Постумієм Альбіном. За час своєї каденції провів люстрацію. Його доля після 232 року до н. е. невідома.